# Середняя (Костромской район)
Середняя — деревня в Костромском районе Костромской области. Административный центр Середняковского сельского поселения.

## География
Находится в юго-западной части Костромской области на расстоянии приблизительно 5 км на юг по прямой от железнодорожной станции Кострома-Новая на правом берегу Волги.

## История
В 1872 году здесь было учтено 22 двора, в 1907 году отмечено было 49 дворов.

## Население
Постоянное население составляло 156 человек (1872 год), 202 (1897), 251 (1907), 1264 в 2002 году (русские 97 %), 1308 в 2022.